# Башкевич, Дмитрий Валентинович
Дми́трий Валенти́нович Башке́вич (узб. Dmitriy Valentinovich Bashkevich; бел. Дзмітрый Валянцінавіч Башкевіч; 26 февраля 1968, Минск, Белорусская ССР, СССР) — советский, узбекский и белорусский футболист, вратарь национальной сборной Узбекистана, футбольный тренер.

## Карьера

### Клубная
Воспитанник минского «Динамо», где его тренером был Анатолий Иванович Боговик. Выступал за юношескую сборную ЦС «Динамо» (1985), минский «Спутник» (1986).
Профессиональную карьеру начал в 1986 году в клубе «Спартак» (Семипалатинск). В 1988 году играл за «Химик» из Джамбула, где за сезон провел 30 матчей, в которых пропустил 33 мяча. В сезонах 1989 и 1990 годов провёл, соответственно, 10 и 33 встречи. В сезоне 1991 года выступал за «Химик» до июля, проведя за это время 9 игр и пропустив 7 голов, после чего, в августе того же года, перешёл в клуб «Новбахор» из Намангана, где и доиграл сезон, проведя 10 матчей и пропустив 15 мячей.
В 1993 году выступал в составе «Кубани», сыграл 18 матчей, в которых пропустил 27 голов, в первенстве России, после чего, в сентябре того же года, вернулся в «Навбахор», в составе которого затем выступал более 10 лет, до 2003 года, став за это время, вместе с командой, победителем и 7 раз бронзовым призёром чемпионата Узбекистана, дважды обладателем Кубка Узбекистана. В 2003 году был на просмотре в «Таразе», за который уже выступал в самом начале своей карьеры, однако в итоге клубу не подошёл.

### В сборной
В составе главной национальной сборной Узбекистана сыграл единственный раз 19 ноября 1996 года, выйдя на замену Павлу Бугало на 46-й минуте проходившего в Абу-Даби товарищеского матча со сборной ОАЭ, в той встрече пропустил 3 гола. Был в заявке команды на Кубке Азии 1996 года, но на поле так ни разу и не вышел.

### Тренерская
После завершения карьеры профессионального игрока занялся тренерской деятельностью. В 2004 году работал тренером по вратарям в солигорском «Шахтёре». В 2017 году занимал данную должность в минском «Торпедо».

## Достижения
«Навбахор»
- Чемпион Узбекистана: 1996
- Бронзовый призёр чемпионата Узбекистана (6): 1994, 1995, 1997, 1998, 1999, 2003
- Обладатель Кубка Узбекистана (2): 1995, 1998